# Cenchrus somalensis
Cenchrus somalensis är en gräsart som beskrevs av Clayton. Cenchrus somalensis ingår i släktet tagghirser, och familjen gräs.
Artens utbredningsområde är Somalia. Inga underarter finns listade i Catalogue of Life.